# Louroux-de-Bouble
 Louroux-de-Bouble  là một xã ở tỉnh Allier thuộc miền trung nước Pháp.